# Orahovica (Virovitica-Podravina)
Pour les articles homonymes, voir Orahovica et Orahovice.
Orahovica est une ville et une municipalité située en Slavonie, dans le comitat de Virovitica-Podravina, en Croatie. Au recensement de 2001, la municipalité comptait 5 792 habitants, dont 82,96 % de Croates et la ville seule comptait 4 262 habitants.

## Localités
La municipalité de Orahovica compte 13 localités : 
- Bijeljevina Orahovička
- Crkvari
- Dolci
- Donja Pištana
- Duzluk
- Gornja Pištana
- Karlovac Feričanački
- Kokočak
- Magadinovac
- Nova Jošava
- Orahovica
- Stara Jošava
- Šumeđe

## Personnalités
- Stjepan Mesić, homme politique croate et président de la Croatie ;
- Stjepan Ivšić, philologue.